# 도쿄도도·가나가와현도 제3호선
3번 도쿄도도·가나가와현도(일본어: 東京都道・神奈川県道3号世田谷町田線→도쿄도도·가나가와현도 3호 세타가야-마치다선)는 도쿄도 세타가야구 산겐자야에서 마치다시 나카정까지 이어지는 일본의 주요 지방도다.

## 같이 보기
- 도도부현도